# Jindřich I. z Vrbna
Jindřich I. z Vrbna (polsky Henryk z Wierzbna nebo z Wierzbnej, německy Heinrich von Würben, konec 60. let 13. století – 23. září 1319) byl osmnáctý vratislavský biskup (1302–1319).

## Život
Jindřich z Vrbna pocházel z významného slezského šlechtického rodu pánů z Vrbna (dnes Wierzbna v Dolnoslezském vojvodství v Polsku), později nazývaného Bruntálští z Vrbna. Byl nejmladším synem Jana z Vrbna (Wierzbna), kastelána slezského hradu Ryčína, bratrem Štěpána a Jana . Ještě roku 1289 je uváděn jako světský šlechtic v okruhu vratislavského knížete Jindřicha IV. Proba, již 31. srpna následujícího roku však jako kanovník vratislavské katedrální kapituly spolu s bratrem Janem.
Po smrti vratislavského biskupa Jana Romky (19. listopadu 1301) byl jeho nástupcem zvolen právě Jindřich z Vrbna. Hnězdenský metropolita Jakub Świnka jej vysvětil na biskupa 19. března 1302 při příležitosti sjezdu polských biskupů ve Vratislavi a Jindřich získal též papežské potvrzení. V konfliktních poměrech panujících ve vratislavské kapitule byl kandidátem a zástupcem "německého" křídla, které udržovalo dobré vztahy s místními piastovskými knížaty a vratislavským patriciátem. Na druhé straně vztahy s hnězdenským arcibiskupem a dalšími členy polského kněžstva a potažmo s papežským stolcem se rychle zhoršovaly.
Jedním z prvních úkolů biskupa Jindřicha bylo převzetí poručnictví nad syny vratislavského knížete Jindřicha V. Tlustého, Boleslavem a Jindřichem; to původně vykonával bratr knížete Boleslav I. Surový, který však 9. listopadu 1301 zemřel. Poručnictví i správu vratislavského knížectví vykonával aktivně, pozdější zprávy jej však obviňují, že přitom promrhal poklad 60 000 hřiven stříbra shromážděný Bolkem I.
Biskupovo poručnictví však trvalo prakticky pouhý rok. Jindřich z Vrbna pokračoval v politice svého předchůdce Jana Romky orientované na Přemyslovce, konkrétně Václava II., a v letech 1302-1303 pobýval v Praze, kam doprovázel svého staršího svěřence Boleslava, který tam byl jako dvanáctiletý oženěn se sedmiletou Václavovou dcerou Markétou. Král také převzal poručnictví nad vratislavskými knížaty, biskup je však ještě později zmiňován jako jejich "vychovatel". 26. května 1303 byl biskup Jindřich vyznamenán tím, že jej Václav II. nechal provést v Praze korunovaci své manželky, královny Elišky Rejčky; tato ceremonie byla jinak vyhrazena pražským biskupům a Václav II. si musel výjimku nechat schválit mohučským metropolitou Gerhardem z Eppsteinu.
Politika orientovaná na Čechy, projevující se mimo jiné podporou krakovského biskupa Jana Muskaty dosazeného Václavem II. v jeho sporu s Jakubem Świnkou, přivedla biskupa do přímého sporu s hnězdenským arcibiskupem podporujícím Václavova protivníka Vladislava Lokýtka. Jindřich z Vrbna se ostře bránil zasahování arcibiskupa do záležitostí své diecéze. Spor byl urovnán roku 1304.
Vedle toho se již od počátku své činnosti dostal do konfliktu s papežskou kurií. Byl nařčen z toho, že s jeho vědomím byl zavražděn posel papežského legáta Otty z Ostie. Kněz Günther von Biberstein, který byl pověřen přednést papežský rozsudek nepříznivý pro biskupa, byl v jeho přítomnosti v kostele sv. Jakuba ve Vratislavi přepaden a zachránil se jen útěkem do sakristie; biskup mu pak zabavil veškerý majetek. Spory měl biskup Jindřich též s legátem de Montefiore (pro svou podporu Jana Muskaty) a s legátem Niccolou Boccasinim, pozdějším papežem Benediktem XI., který působil v Uhrách proti Václavu II. a s Jindřichem z Vrbna se střetnul v otázce jmenování Jindřicha z Pohořelé vratislavským scholastikem. Nejzávažnější však z hlediska papežské kurie bylo patrně odmítání placení tzv. svatopetrského haléře, papežské daně, kterou v Polsku duchovenstvo platilo, ale kterou se zdráhalo platit zejména německé obyvatelstvo Slezska, protože v Svaté říši římské se nevybírala.
Papež proto vyslal biskupovi Jindřichovi řadu půhonů (citací) povolávajících jej před papežský soud. Jindřich z Vrbna jich však nedbal, stejně jako své exkomunikace a interdiktu uvaleného na město Vratislav, až jej roku 1309 papež Klement V. úřadu vratislavského biskupa zbavil. V roce 1310 tak byl Jindřich z Vrbna donucen odebrat se do Avignonu, kde byl papežem držen v domácím vězení dva roky. Jeho nepřítomnost vedla ke zmatkům ve vedení diecéze a 17. října 1312 žádalo město Vratislav papeže o navrácení biskupa, jehož nepřítomnost prý přinášela vratislavské církvi velké škody. Klement V. se poté skutečně s biskupem usmířil a o rok později, 12. října 1313, jej slavnostně uvedl opět do funkce. Jindřich z Vrbna se následujícího roku vrátil do Slezska.
Po návratu z Avignonu začal biskup Jindřich vykonávat papežská ponaučení a soustředil se mnohem více na vnitřní záležitosti církve, svolal mj. diecézní synod roku 1319 (první konal již roku 1305), vydal nová statuta katedrální kapituly (1316) kladoucí důraz na mravnost a kázeň duchovenstva a zřídil inkviziční soud, obsazený zejména dominikány a minority. Zvláště aktivní byl v potírání kacířství, zejména v kampani proti tzv. beghardům a bekyním, hnutí spočívajícímu ve formování laických společenství mužů a žen žijících zbožným životem mimo tradiční řády. To se počátkem 14. století rozšířilo v řadě slezských měst, mj. ve Svídnici, Vratislavi, Lehnici, Hlohově a Nise. Již roku 1315 však biskup Jindřich zahájil jejich upalování jako kacířů; na hranici skončilo jen ve Svídnici na 50 obětí, další lidé byli upálení ve Vratislavi a Nise.
Kromě toho začal Jindřich z Vrbna po návratu důsledně vybírat zmíněný svatopetrský haléř. To nejvíce, spolu s jeho celkovým změněným, zostřeným přístupem, vedlo ke ztrátě biskupovy podpory mezi knížaty i obyvatelstvem, zejména městským.
Přesto, pokud jde o výsady vratislavského biskupství, podařilo se je biskupu Jindřichovi i přes dramatický průběh pontifikátu udržet a upevnit, a to zejména díky důsledné orientaci na Čechy při současném mocenském vakuu ve Slezsku, kdy řada knížat byla v prvních letech jeho panování dosud příliš mladá na vládu. K tomu patřila i konsolidace biskupského pozemkového panství: z počátku jeho pontifikátu pochází Liber fundationis episcopatus Wratislaviensis, podrobný soupis majetku biskupství. Výrazem i jinak doložených Jindřichových snah o pozdvihnutí náboženského života, a zejména vzdělávání a kázně duchovenstva, je soupis diecézních liturgických tradic v Liber agendarum episcopatus wratislaviensis. Obě sbírky jsou významnými historickými prameny. Jindřich z Vrbna také byl prvním vratislavským biskupem, který užíval titulu niského či nisko-otmuchovského knížete.
Jindřich z Vrbna také roku 1307 vysvětil prvního stálého pomocného (světícího) biskupa vratislavské diecéze, Pavla z Banče († 1323), cisterciáckého mnicha z lubušského kláštera.
Biskup Jindřich z Vrbna zemřel 23. září 1319 ve Vratislavi a byl pohřben ve vratislavské katedrále, která byla právě za jeho pontifikátu po šedesáti letech stavby dokončena.